# Энгстрём, Карл Кристиан (конструктор)
Карл Кристиан Энгстрём (19 июня 1827, Вестервик — 22 апреля 1916, Стокгольм, Швеция) — шведский изобретатель, офицер ВМФ Швеции, инженер — конструктор.

## Биография
В 1848 году служил вторым лейтенантом ВМФ Швеции. В 1885 году был главным адъютантом короля Оскара II. Позже служил военным инспектором в провинции Эстергётланд, был членом артиллерийского комитета в г. Карлскруна.
В 1859 г. К. Энгстрём был избран членом Морского общества Швеции (почётным членом стал в 1887 г.) и членом Академии военных наук в 1861 г.
Работал над совершенствованием канонерских лодок и модернизацией морской артиллерии, особенно, пушек. Спроектировал 24-сантиметровую казнозарядную пушку, изобрёл новую систему подавления отдачи, а также спроектировал батальонную гранатомётную пушку, массовое орудие Карла XV, которое можно рассматривать как прототип более поздних типов скорострельных полевых пушек.
В числе его проектов — предложение прокладки канала между Балтийским и Северным морями.

## Награды
- Орден Полярной звезды (1869)
- Орден Меча (1869)
- Орден Меча (1875)
- Орден Меча (1889)